# Саламур
Саламур — соус української кухні Бессарабії на основі розсолу, часнику, спецій, що подається до юшки, або використовуваний як заправка для овочів. У Румунії (saramur) та Болгарії (саламура) — просто розсіл, а також рибна страва, солоний суп. У Туреччині (salamura) — розсіл або маринад. Також в Україні «саламурити» означає замаринувати м'ясо для шашлику.
Соус використовується в побуті (для консервування деяких продуктів, таких як м'ясо, риба тощо), у сільському господарстві, у шкіряній промисловості. Після маринування та сушіння харчові продукти можна коптити, варити або їсти як вони є. Рецепти дуже різноманітні, звичайною частиною є м'ясо/риба на грилі. Зазвичай до страви входять овочі, мамалига, картопля тощо. 